# Paulo de Faria
Paulo de Faria es un municipio brasileño del estado de São Paulo. Se localiza a una latitud 20º03'09" sur y a una longitud 49º40'05" oeste, estando a una altitud de 444 metros. La ciudad tiene una población de 8.589 habitantes (IBGE/2010) y un área de 738,3 km². Paulo de Faria pertenece a la Microrregión de São José do Río Preto.

## Geografía
Posee una Estación Ecológica con bioma de vegetación estacional y cerrado en un área de 435 ha. Fue creada por el decreto 17.724 (23 de junio de 1981).
Situada sobre el margen del Río Grande (Represa de Agua Roja), la unidad se caracteriza por relieve de colinas amplias, con altitudes entre 400 y 495 metros, y estación de sequía de abril a septiembre.

### Demografía
Datos del Censo - 2010
Población Total: 8.589
- Urbana: 7.750
- Rural: 839
- Hombres: 4.299[5]
- Mujeres: 4.290

Densidad demográfica (hab./km²): 11,63
Mortalidad infantil hasta 1 año (por mil): 23,07
Expectativa de vida (años): 67,77
Tasa de fertilidad (hijos por mujer): 2,50
Tasa de Alfabetización: 87,62%
Índice de Desarrollo Humano (IDH-M): 0,754
- IDH-M Salario: 0,701
- IDH-M Longevidad: 0,713
- IDH-M Educación: 0,848

(Fuente: IPEAFecha)

### Hidrografía
- Rio Grande
- Río Turvo
- Río de los Patos(afluente del Río Grande)

### Carreteras
- SP-322

## Administración
- Prefecto: Herley Torres Rossi (2009/2012)
- Viceprefecto: Sônia de Paula (2009/2012)
- Presidente de la cámara: Silvano Ferreira da Silva (2011/2012)